# Гаріс Дулевич
Гаріс Дулевич (босн. Haris Duljević, нар. 16 листопада 1993, Сараєво, СФРЮ) — боснійський футболіст, півзахисник клубу «Динамо» (Дрезден).
Виступав за національну збірну Боснії і Герцеговини.

## Клубна кар'єра
У дорослому футболі дебютував 2010 року виступами за команду клубу «Челік» (Зеніца), в якій провів один сезон, взявши участь у 4 матчах чемпіонату.
Своєю грою за цю команду привернув увагу представників тренерського штабу клубу «Олімпік» (Сараєво), до складу якого приєднався 2011 року. Відіграв за команду із Сараєва наступні три сезони своєї ігрової кар'єри.
2014 року уклав контракт з клубом «Сараєво», у складі якого провів наступні три роки своєї кар'єри гравця. Більшість часу, проведеного у складі «Сараєва», був основним гравцем команди.
До складу клубу «Динамо» (Дрезден) приєднався 2017 року. Станом на 7 жовтня 2017 відіграв за дрезденський клуб 6 матчів в національному чемпіонаті.

## Виступи за збірні
Протягом 2013—2014 років залучався до складу молодіжної збірної Боснії і Герцеговини. На молодіжному рівні зіграв у 12 офіційних матчах, забив 1 гол.
2016 року дебютував в офіційних матчах у складі національної збірної Боснії і Герцеговини.